# Big River (comédie musicale)
Pour les articles homonymes, voir Big River.
Big River: The Adventures of Huckleberry Finn est une comédie musicale comprenant textes et musique de Roger Miller, selon un livre de William Hauptman.
Basée sur Adventures of Huckleberry Finn, le grand roman classique de Mark Twain paru en 1884, cette œuvre mêle de la musique du style bluegrass et country en accord avec le déroulement du roman. La production de Broadway de 1985 a été présentée plus de mille fois et reste l'une des comédies musicales américaines ayant eu beaucoup de succès dans le milieu des années 1980 parmi les succès émergents venus de Grande-Bretagne. Big River a remporté 7 Tony Awards, y compris celui de la meilleure comédie musicale.

## Productions
Les premières productions ont été mises en scène par l'American Repertory Theater à Cambridge, Massachusetts, en février 1984 et à la Jolla Playhouse à San Diego, California, en juin et juillet 1984. La production de Broadway dirigée par Des McAnuff et choreographiée par Janet Watson a été présentée la première fois le 25 avril 1985 au Eugene O'Neill Theatre jusqu'au 20 septembre 1987, soit 1.005 représentations. René Auberjonois a joué le rôle du duc et Bob Gunton celui du roi, John Goodman a joué Pap Finn, Daniel H. Jenkins Huckleberry Finn, Ron Richardson Jim, avec également Susan Browning, Gordon Connell en tant que Mark Twain, Patti Cohenour, Jennifer Leigh Warren interprétant la fille d'Alice et John Short.
Une reprise saluée par la critique dirigée et mise en scène par Jeff Calhoun a été lancée à Broadway le 24 juillet 2003 au American Airlines Theatre pour 67 représentations et 28 avant-premières.
Cette production de Roundabout Theatre Company et du Deaf West Theatre avait la particularité de regrouper des acteurs sourds et entendants. Environ la moitié des personnages, y compris le rôle principal de Huck, était interprétée par des acteurs sourds ou mal-entendants. Tous les dialogues et paroles étaient à la fois dits ou chantés et traduits en langue des signes, rendant la production accessible à tous publics. Le personnage de Mark Twain a été développé de sorte que l'acteur (Daniel H. Jenkins qui interprétait le rôle de Huck dans la version originale de Broadway) puisse également fournir la voix de Huck à la place de Tyrone Giordano, atteint de surdité.
Le spectacle a été remonté pour une tournée aux États-Unis entre le 11 juin 2004 et le 31 mai 2005, il regroupait pratiquement les mêmes acteurs qu'à Broadway et a été nommé pour plusieurs récompenses régionales. Une production a ainsi été donnée au Ford's Theatre de Washington D.C. du 18 mars au 4 juin 2005.
Goodspeed Musicals a également produit la comédie musicale au East Haddam, Connecticut theater sous la direction de Rob Ruggiero. Le spectacle a été donné entre le 26 septembre et le 29 novembre 2008.
Les représentations montées par  Encores! ont été lancées le 8 février 2017 et se sont étendues jusqu'au 12 février 2017. La production était dirigée par  Lear deBessonet et présentait Kyle Scatliffe dans le rôle de Jim, Nicholas Barasch en tant que Huckleberry Finn, Christopher Sieber comme le duc, Lauren Worsham dans le rôle de Mary Jane Wilkes and David Pittu interprétant le roi.

### International
Une production australienne avec Cameron Daddo dans le rôle de Huckleberry Finn, Jon English comme Pap Finn, John Bell le duc, avec Venetta Fields et Michael Edward Stevens a été programmée en 1989 au Her Majesty's Theatre, Sydney. Elle a été jouée également au Her Majesty's Theatre, Melbourne, avec Marcia Hines, ainsi qu'au Festival Theatre d'Adelaide.

## Synopsis

### Acte 1
Avant la guerre civile, près de St. Petersburg, au Missouri, le jeune vagabond Huckleberry Finn décrit sa vie avec Tom Sawyer, son meilleur ami, la veuve Douglas et sa sœur célibataire Miss Watson qui l'ont adopté, le juge Thatcher... Pratiquement toute la ville répète à Huck qu'il doit apprendre à lire et à écrire pour pouvoir lire la Bible s'il espère monter au ciel lorsqu'il sera mort ("Do Ya Wanna Go To Heaven?"). Le seul qui n'essaie pas de l'influencer dans ce sens est Jim, l'esclave de Miss Watson, qui affirme qu'il mènera une vie mêlant grande peine et grande joie. Exaspéré par les contraintes de la vie quotidienne, Huck s'enfuit et se cache dans une veille grotte qui sert de repaire à Tom Sawyer. Là-bas, Tom, Huck et un groupe d'amis planifient de former une bande de voleurs qui sèmerait la terreur dans les environs ("The Boys").
Sur le chemin du retour à la maison, Huck pense aux limites de son existence et réfléchit au sens qu'il veut donner à sa vie ("Waitin' For the Light To Shine"). En arrivant chez lui, dans l'obscurité Pap, son père alcoolique et violent, l'attend pour le traîner jusqu'à sa cabane dans les bois. Sous l'effet de l'alcool, Pap le bouffon se transforme en homme d'une extrême violence et s'en prend au gouvernement qui veut lui enlever son fils (et l'argent de son fils). Pap essaie de tuer Huck qu'il voit comme l'ange de la mort mais échoue, heureusement, finissant dans une énorme pagaille. Le lendemain, profitant de l’absence de Pap, Huck parvient à s'enfuir. Il tue un porc et répand son sang autour de la cabane pour faire croire  qu'il a été assassiné.